# Коваль, Юрий Иосифович
Ю́рий Ио́сифович Кова́ль (9 февраля 1938, Москва — 2 августа 1995, там же) — советский русский детский писатель и поэт, а также сценарист мультфильмов и фильмов для детей, художник и скульптор, автор-исполнитель песен.
Юрий Коваль — один из известных и любимых детских писателей СССР и России, его книги многократно переиздавались. За свои произведения он был удостоен премии Всесоюзного конкурса на лучшее произведение для детей (1971), почётного диплома им. А. П. Гайдара (1983), «Андерсеновского диплома» — почётного диплома Международного совета по детской и юношеской литературе (1986), премии Всесоюзного конкурса на лучшую детскую книгу (1987), премии «Странник» Международного конгресса писателей-фантастов (1996, посмертно). Книги Юрия Коваля переведены на несколько европейских языков, на китайский и японский. По многим его произведениям сняты и продолжают сниматься художественные фильмы и мультфильмы.
В 2008 году редакция журнала «Мурзилка» учредила ежегодную премию имени Юрия Коваля за лучшее литературное произведение для детей (её итоги будут подводиться в день рождения писателя).
Юрий Коваль — младший брат историка и политолога Бориса Коваля.

## Биография

### Детство и учёба в МГПИ имени Ленина
Родился в Москве 9 февраля 1938 года в семье подполковника милиции и писателя Иосифа Яковлевича Коваля (1905—1976). Его отец имел украинские корни, происходил из крестьян села Городковка Бердичевского уезда Киевской губернии, служил начальником уголовного розыска города Курска. Во время Великой Отечественной войны он работал в Москве в отделе по борьбе с бандитизмом («Отец всю войну прошёл в Москве, тем не менее был многократно ранен и прострелен»), а потом был назначен начальником уголовного розыска Московской области.
Мать — Ольга Дмитриевна Колыбина (1908—1992), дочь сельской учительницы из деревни Леплейка Инсарского уезда Пензенской губернии. По специальности врач-психиатр, работала главным врачом психиатрической больницы в Поливаново под Москвой, где Юрий провёл бо́льшую часть своего довоенного детства. В Москве Ковали проживали на Цветном бульваре.
Во время войны семья некоторое время жила в эвакуации в Саранске, где мать занимала должность республиканского министра здравоохранения и отвечала за работу тыловых госпиталей. После войны жили в Москве у Красных Ворот, в доме по Хоромному тупику. В 1945 году Юрий Коваль поступил в 657-ю школу на улице Чаплыгина (воспоминания о жизни в этом районе отражены, в частности, в известной повести «От Красных ворот»). «Страсть к слову» проявилась у него ещё там, когда они вместе с приятелями сочиняли стихи на уроках: «Это были шуточные стихи и лирические стихи, мы писали их на уроках вместо того, чтобы решать задачи по алгебре».
В 1955 году Коваль поступил в Московский государственный педагогический институт имени Ленина, на факультет русского языка и литературы (он окончил этот факультет в 1960 году, когда тот назывался уже историко-филологическим). Среди его друзей по институту — Юрий Визбор, Юлий Ким, Ада Якушева, Пётр Фоменко, Юрий Ряшенцев. Первые рассказы Коваля «Зайцы» и «Дождь» были опубликованы в институтской газете «Ленинец» в 1956 году, причём за них автору даже была присуждена премия в размере 50 рублей.
В институте Коваль получил диплом учителя русского языка, литературы и истории, а также диплом учителя рисования. Как художник он проявил себя не менее ярко, чем как писатель, поскольку ещё в конце 1950-х годов. стал заниматься в мастерской скульпторов-монументалистов Владимира Лемпорта, Вадима Сидура и Николая Силиса и в студии их общего учителя Бориса Петровича Чернышёва. Юрий Коваль интересовался рисунком, живописью, мозаикой, фреской, и впоследствии не раз экспонировался как на совместных выставках, так и на персональных, а также выступал в качестве иллюстратора к своим (и не только своим) книгам.

### Начало литературной деятельности
После института Юрий Коваль был послан по распределению в село Емельяново Лаишевского района Татарской АССР. Там он до 1963 года работал в школе, был преподавателем различных предметов: русского языка и литературы, географии, истории, пения и др. Тогда же, в начале 1960-х, он стал более активно писать стихи и рассказы, многие из которых, впрочем, так и не были опубликованы. Диктанты для учеников также иногда составлялись в стихотворной форме, наиболее известно следующее четверостишие (на правописание шипящих):
На полу сидела мышь.
Вдруг вбегает грозный муж
И, схватив огромный нож,
К мыши он ползёт, как уж.
Уже будучи в Москве, Коваль познакомился с Юрием Домбровским, которому показал рассказ «Октябрьские скоро». Домбровскому так понравился рассказ (прозу Коваля он даже назвал «жёстким рентгеном»), что он отнёс его в «Новый мир», где, однако, рассказ не приняли. По воспоминаниям самого Коваля, именно в то время определился его выбор как детского писателя:

Мне кажется, что я всегда выпадал из какой-то общей струи… И в этот момент я понял, что не попаду никогда…
С этого момента я понял, что во взрослую литературу я просто не пойду. Там плохо. Там хамски. Там дерутся за место. Там врут. Там убивают. Там не уступят ни за что, не желают нового имени. Им не нужна новая хорошая литература. Не нужна. Понимаешь. Там давят.

В 1963 году Коваль снялся в небольшом эпизоде в художественном фильме Теодора Вульфовича «Улица Ньютона, дом 1» по пьесе Эдварда Радзинского — в фильме они с Юлием Кимом поют под гитару на молодёжной вечеринке.
В эти годы опубликованы первые детские книжки стихов Коваля. В 1964 году вышел небольшой сборник стихов «Что я знаю», в котором были представлены два стихотворения Коваля («Метели» и «Дождик»), а также стихи Б. Козлова и И. Мазнина. В 1966 году вышли две книжки стихов, написанные совместно с Леонидом Мезиновым) — «Сказка о том, как строился дом» и «Сказка про Чайник». Затем у Коваля выходили и другие сборники детских стихов — «Станция „Лось“» (1967) и «Слоны на Луне» (1969).
До 1966 года Юрий Коваль работал преподавателем русского языка и литературы в школе рабочей молодёжи № 114. Затем он поступил на работу в журнал «Детская литература», однако через полгода был уволен. В 1968 году Коваль получил от журнала «Мурзилка» командировку к пограничникам, впечатления от которой легли в основу повести «Алый» и рассказов «Козырёк», «Особое задание», «Елец» и «Белая лошадь». Как вспоминал сам писатель, во время написания «Алого» он «поймал прозу за хвост»: «Я наконец написал такую вещь, когда я определился и можно было сказать — это написал писатель Коваль».
Следующей удачей стал сборник рассказов «Чистый Дор» (1970), посвящённый жизни одноимённой вологодской деревни Чистый Дор. Коваль любил эти места и часто бывал там, в том числе в окрестностях известного монастыря в Ферапонтово и на Цыпиной горе.
Коваль — писатель «настоящего художественного естества», он органически чувствует слово, мелодию речи, её напевность, внутренний строй, и это — свидетельство его поэтического дара.

### Творчество 1970—1980-х годов
Написав «Чистый Дор», Коваль понял «главное своё кредо»: «Менять жанр как можно чаще. То есть с каждой новой вещью менять жанр. Скажем, сегодня — лирические рассказы, завтра — юмористические рассказы». В жанре юмористического детектива была написана повесть «Приключения Васи Куролесова» (1971), по которой впоследствии был снят мультфильм (1981). Во многом она была основана на рассказах отца писателя о работе в милиции (например, фамилии сыщиков Болдырев и Куролесов были не вымышленными, а относились к реальным милиционерам):

Отец был очень смешливый человек. Очень смешливый… Он умел развеселить публику чем угодно, любым рассказом. Мгновенно смешил… И все мои книги он очень любил, и охотно их читал, и охотно их цитировал. Правда, при этом говорил: «Это, в сущности, всё я Юрке подсказал».

В 1971 году повесть была удостоена третьей премии на Всесоюзном конкурсе на лучшую детскую книгу. Кроме того, её заметил и перевёл на немецкий язык известный переводчик Ханс Бауман, и на Франкфуртской ярмарке книгу приобрели сразу несколько издательств, она была переведёна на разные языки и издана в Европе и на других континентах. Позже Коваль написал продолжение приключений Васи Куролесова — повести «Пять похищенных монахов» (1977) и «Промах гражданина Лошакова» (1989), причём по первой из них в 1991 году был снят художественный фильм.
В 1972 году Юрий Коваль становится членом Союза писателей СССР. Рекомендацию ему дал Борис Шергин — его, так же как и другого писателя русского Севера, С. Г. Писахова, Коваль любил и считал своим духовным наставником. Будучи членом редколлегии журнала «Мурзилка», Коваль печатал на его страницах шергинские сказки. В конце 1980-х гг. по сценариям Коваля были сняты несколько мультфильмов по произведениям Шергина и Писахова. Встречам с Шергиным посвящён также его рассказ «Веселье сердечное».
Во время поездки на Урал со скульптором Николаем Силисом брат Силиса Вадим однажды привёл их на звероферму, где показал им песцов. Из этого эпизода родилась известная повесть Коваля «Недопёсок» (1975) о приключениях молодого песца, сбежавшего из своей клетки. Впрочем, как и другие произведения писателей, она была опубликована не без сопротивления цензоров: в истории песца, устремившегося на Северный полюс, редактор усмотрел намёк на «еврея, убегающего в Израиль»:

Он говорит: «Юрий Осич, я же понимаю, на что вы намекаете». Я говорю: «На что?..» Искренне. Я говорю: «Я не понимаю на что. Он, конечно, стремится к свободе, на Северный полюс. Это же естественно. И я, скажем, свободолюбивый человек». Он говорит: «Но вы же не убежали в Израиль». Я говорю: «Но я не еврей». Он: «Как это вы не еврей?» Я говорю: «Так, не еврей».

Более того, после выхода в свет «Недопёска» из плана публикаций издательства была вычеркнута следующая повесть писателя «Пять похищенных монахов»; та же участь постигла и повесть Эдуарда Успенского «Гарантийные человечки». Успенский предложил Ковалю написать письмо в ЦК КПСС, что и было сделано; затем на коллегии Комитета по печати обоим авторам удалось отстоять свои права, и их повести были опубликованы.
В конце 1970-х по произведениям Коваля снимают сразу два фильма — «Недопёсок Наполеон III» (1978) и «Пограничный пёс Алый» (1979), в обоих за кадром звучат его песни. Ещё в одном фильме, «Марка страны Гонделупы» по повести С. Могилевской (1977), Юрий Коваль сыграл роль второго плана — отца мальчика Пети. В одном из эпизодов Коваль появляется с гитарой и вдвоём с Ией Саввиной поёт свой романс («Темнеет за окном, / Ты зажигаешь свечи…»). Позже актёр и кинорежиссёр Ролан Быков предложил Юрию Ковалю написать сценарий художественного фильма по рассказу Э. Сетона-Томпсона «Королевская аналостанка». Замысел фильма так и не был осуществлён, однако на основе этого сценария Коваль написал повесть о бродячей кошке «Шамайка» (1988).
Юрий Коваль любил путешествовать, особенно в глухие уголки и маленькие деревни Урала и русского Севера, где он порой жил неделями и месяцами. Автомобильные и пешие путешествия по Вологодчине и жизнь на Цыпиной горе возле Ферапонтова монастыря сформировали интерес писателя к традиционному деревенскому и особенно северному русскому быту и языку. В 1984 году Коваль даже начал строительство своего дома на Цыпиной горе, однако этот дом не был достроен, и впоследствии Коваль жил в другом своём деревенском доме в Плутково на реке Нерль, недалёко от Калязина. Путешествия по северным рекам нашли отражения в повести «Самая лёгкая лодка в мире» (1984), удостоенной Почётного диплома Международного совета по литературе для детей и юношества (IBBY) в 1986 году. Деятельность Юрия Коваля по экранизации сказок Шергина и Писахова, его литературные произведения и личная активность стали заметным вкладом в наметившееся в 1980-е годы поднятие общественного интереса к русскому Северу.
Если «милицейская» трилогия о Васе Куролесове была отчасти связана с отцом писателя, то его «Полынные сказки» (1987) основаны на рассказах его матери Ольги Дмитриевны Колыбиной о её детстве, проведённом в деревне: «Дело в том, что моя мама тогда очень болела, это были её предсмертные годы. А я её очень любил, и мне хотелось сделать для неё что-то. А что может сделать писатель — написать». Описание деревенской жизни средней России во всём её многообразии перемежается в книге со сказками, которые впоследствии публиковались отдельно, а по некоторым из них были сняты мультфильмы. «Полынные сказки» выиграли в 1987 году первую премию Всесоюзного конкурса на лучшую детскую книгу и в 1990 году выдвигались на Государственную премию.
В конце 1980-х годов в журнале «Мурзилка» был организован литературный семинар для начинающих детских писателей. Вести его пригласили Юрия Коваля, который к тому времени печатался в «Мурзилке» уже больше двадцати лет. Занятия семинара проходили сначала в кабинетах издательства, а затем переместились в мастерскую Коваля на набережной Яузы.

### Творчество 1990-х годов
В последние годы жизни Юрий Коваль заканчивает своё главное (и крупнейшее по объёму) произведение — «Суер-Выер», которое сам он определяет не как роман или повесть, а как «пергамент». В беседе с Ириной Скуридиной в марте 1995 года Коваль говорил о нём так:

Там написано так… Там написано так, что всё. Понимаешь. Всё!…
Я думаю, что я написал вещь, равную по рангу и Рабле, и Сервантесу, и Свифту, думаю я. Но могу и ошибаться же…

Можно сказать, что писал Коваль «Суера» почти всю жизнь — первые строки будущего «пергамента» появились ещё в 1955 году, когда вместе с однокурсником Леонидом Мезиновым они задумали фантастическую повесть «Суер-Выер, или Простреленный протез», первые главы которой были даже напечатаны в факультетской стенной газете. В начале 1990-х он вернулся к этой идее, предложив Мезинову продолжить рукопись в соавторстве, однако тот отказался.
«Суер-Выер» был целиком опубликован лишь после смерти писателя — до этого фрагменты выходили в журналах «Огонёк», «Столица», «Русская Виза», «Уральский следопыт», а в конце 1995 года — журнальный вариант в «Знамени». В 1996 за это произведение Юрию Ковалю была посмертно присуждена премия «Странник» Международного конгресса писателей-фантастов. Впоследствии было создано несколько аудиоверсий романа, по нему был также поставлен одноимённый спектакль в Театре «Эрмитаж» (2004). Запланированы также съёмки по роману художественного фильма-мюзикла, изобразительный ряд которого будет выдержан в эстетике советской книжной иллюстрации.
После «Суер-Выера» Юрий Коваль написал несколько сказок («Сказку про Зелёную Лошадь» и другие). Осталась незавершённой история про Вольного Кота под названием «Куклакэт», с подзаголовком «самый первый черновик сценария и книги». Планировались также воспоминания об Арсении Тарковском, с которым Коваль дружил многие годы.

### Смерть
Юрий Коваль умер у себя дома в Москве на 58-м году жизни 2 августа 1995 года от обширного инфаркта. Похоронен на Лианозовском кладбище рядом с родителями (уч. 3).

## Личная жизнь
- Первая жена — Ия Николаевна Пестова (род. 1940)[источник?]
  - Дочь — Юлия Коваль (род. 1961)[17]
- Вторая жена — Наталья Александровна Дегтярь (род. 1960)[источник?].
  - Сын — Алексей Коваль (род. 21 февраля 1990), актёр

## Память
- 16 августа 2024 года был открыт первый Музей Юрия Коваля — постоянная экспозиция «От Красных Ворот», разместившаяся в Московской башне Кирилло-Белозерского музея-заповедника[18][19].

### Повести и романы[20]
- Алый (1968)
- Приключения Васи Куролесова (1971)
- Недопёсок (1975)
- Пять похищенных монахов (1977)
- От Красных ворот (1984)
- Самая лёгкая лодка в мире (1984)
- Полынные сказки (повесть о давних временах) (1987)
- Шамайка (1988)
- Промах гражданина Лошакова (Куролесов и Матрос подключаются) (1990)
- Суер-Выер (пергамент) (1998)
- Монохроники (дневники, путевые заметки) (1999)
- Куклакэт (самый первый черновик сценария и книги) (2000)

### Циклы рассказов и миниатюр
- Бабочки (1987): Цветёт верба, Белое и жёлтое, Озеро Киёво, Полёт, Медведица Кая, Бабочки и цветы, Лошадка задумалась, Неведомая птица, Фарфоровые колокольчики, Тузик, Три сойки, Адмирал, Встреча, Паша и бабочки, Висячий мостик, Орденские ленты, Про них, Грач, Ночной павлиний глаз.
- Весеннее небо (1974): Весеннее небо, Грач, Хрюкалка, Бой зяблика, Воздушный барашек, Чибис, Как я съел жаворонка, Жеребчик, Свиристели, Лыжные следы.
- Жеребёнок (1989): Жеребёнок, Волковойня, Волки, Петух и красный дом, Весенний кот, Летний кот, Осеннее котяро, Рука, Лебеди и журавли, Везуха, Старая яблоня, Певцы, Заячий букет, Крылья бабочки, Шень-шень-шень…, Дождь.
- Журавли (1983): Журавли, Орехьевна, Цыбы и тюки, Липушка, Сирень и рябина, «Пылшыкы», Анчутки, Голубая птица, Голоса, Поздним вечером, ранней весной, Соловьи, Бабочка, И лис и лес…, Шатало, Колесом дорога.
- Заячьи тропы (1980): Заячьи тропы, Снегири и коты, «Лес», Лес! Возьми мою глоть!», Хозяин, Керосин и сирень, Герасим Грачевник, Сороки, Лесная речка, Русачок-Травник, На картошке, Кони, Про чайку и чибиса, Орион.
- Избушка на Вишере (1975): Чувал, Грибы и золото, Дудки (1974), Босой Старикашка, Шикша, Пантелеевы лепёшки, Мяк-мяк-мяк (1974), Ягель, Морошка (1974), Мешок и печка, Избушка, Мои орехи, Вандыши (1974), Вася червячок, Яшка, Вишера (1974).
- Листобой (1972): Капитан Клюквин, Серая ночь, Лабаз, Лесник Булыга (1967), Белозубка (1978), Нулевой класс (1990), У кривой сосны, Картофельная собака, Гроза над картофельным полем (1974).
  - Листобой (1971): Листобой, Найда, По чернотропу, Веер (1972), Ночлег, Ночные налимы, Шакалок (1972), Колышки (1972), Снежура (1972), Кони в кармане, Тельняшка, Лось, Листья (1972), Кувшин с листобоем (1972).
- Снег (1985): Снеги белы, Два слова, Ух!, Муравьиный царь, Дед, баба и Алёша, Снегодождь, Солнце и снег, Иней, Черноельник, Снежный всадник, Ворона, Чёрные ушки, Прорубь, Шапка дяди Пантелея, Дождь в марте, Весенний дым.
- Стеклянный пруд (1978): Стеклянный пруд, Невидимка, Эй!, Тучка и галки, В берёзах, Букет, Дубы, Тёплый ветер, Сковорода, После грозы.
- Чистый Дор (1970): По лесной дороге, Чистый Дор, Стожок, Весенний вечер, Фиолетовая птица, Под соснами, Около войны, Берёзовый пирожок, Лесовик, Железяка, Вишня, Колобок, Картофельный смысл, Кепка с карасями, Нюрка, Бунькины рога, Выстрел, Вода с закрытыми глазами, Клеёнка, По-чёрному, Подснежники, Последний лист.

### Рассказы
- Белая лошадь
- Белозубка
- Веселье сердечное (Борис Викторович Шергин)
- Гроза над картофельным полем
- Дождь
- Елец
- Капитан Клюквин
- Картофельная собака
- «Когда-то я скотину пас…»
- Козырёк
- Красная сосна
- Лабаз
- Лесник Булыга
- На барсучьих правах (Иван Сергеевич Соколов-Микитов)
- Ножевик
- Нулевой класс
- Октябрьские скоро
- Особое задание
- Пиджак с карманами
- Путешествие на границу
- Серая ночь
- Сиротская зима
- Слушай, дерево (Корней Иванович Чуковский)
- Солнечное пятно
- У Кривой сосны
- Чайник
- Четвёртый венец

### Сказки
- Сказка в три блина длиной (1987) (из «Полынных сказок»)
- Сказка о какой-то штуке с золотым носом
- Сказка о серебряном соколе (1987) (из «Полынных сказок»)
- Сказка о степном брате (1987) (из «Полынных сказок»)
- Сказка о колокольных братьях (1990) (из «Полынных сказок»)
- Сказка про рыжего братишку (1991)
- Сказка про Алёшу (1991)
- Сказка про волка Евстифейку (1987) (из «Полынных сказок»)
- Сказка про жену Змея Горыныча (1991)
- Сказка про Зелёную Лошадь (1991)
- Сказка про козла Кузьму Микитича (1987) (из «Полынных сказок»)
- Сказка про три рубля (1987) (из «Полынных сказок»)
- Тигрёнок на подсолнухе (Сказка про тигрёнка на подсолнухе) (1978)

## Книги

### Проза
- Красная борода. — М., Малыш, 1967 (в соавторстве с Л. Мезиновым)
- Алый. — М., Детская литература, 1968
- Путешествие на границу. — М., Малыш, 1969
- Особое задание. — М., Детская литература, 1969, 1970
- Чистый Дор. — М., Детская литература, 1970
- Приключения Васи Куролесова. — М., Детская литература, 1971
- Листобой. — М., Детская литература, 1972
- Алый. — Кишинёв, 1973
- Весеннее небо. — М., Детская литература, 1974
- Кепка с карасями. — М., Детская литература, 1974
- Избушка на Вишере. — М., Детская литература, 1975
- Стожок. — М., Детская литература, 1975
- Недопёсок. — М., Детская литература, 1975
- Алый. — М., Детская литература, 1976
- Приключения Васи Куролесова. — М., Детская литература, 1977
- Стеклянный пруд. — М., Детская литература, 1978
- Тигрёнок на подсолнухе. — М., Детская литература, 1978
- Картофельная собака. — М., Детская литература, 1979
- Недопёсок. — М., Детская литература, 1979
- Заячьи тропы. — М., Детская литература, 1980
- Избушка на Вишере. — М., Детская литература, 1980
- Чистый Дор. — М., Детская литература, 1981
- Алый. — М., Детская литература, 1982
- Белозубка. — М., Малыш, 1982
- Журавли. — М., Детская литература, 1983 (в соавторстве с Т. Мавриной)
- Самая лёгкая лодка в мире. — М., Молодая гвардия, 1984—336 с., 100 000 экз.
- Тигрёнок на подсолнухе. — М., 1984
- Кепка с карасями. — М., Детская литература, 1985
- Снег. — М., Детская литература, 1985 (в соавторстве с Т. Мавриной)
- Бабочки. — М., Детская литература, 1987 (в соавторстве с Т. Мавриной)
- Поздним вечером, ранней весной. — М., Детская литература, 1988
- Полынные сказки. — М., Детская литература, 1987, 1988
- Жеребёнок. — М., Детская литература, 1989 (в соавторстве с Т. Мавриной)
- Берёзовый пирожок. — М., Малыш, 1989
- Когда-то я скотину пас. — М., Правда, 1990
- Приключения Васи Куролесова. — Ставрополь, 1990
- Шамайка. — М., Детская литература, 1990
- Пять похищенных монахов. — Ставрополь, 1991
- Воробьиное озеро. — М., Малыш, 1991
- Капитан Клюквин. — Л., Детская литература, 1991
- Чистый Дор. — М., Детская литература, 1991
- Сказки. — М., Имидж, 1991
- Приключения Васи Куролесова. — Ижевск, 1992
- Шамайка. — М., Детская литература, 1992
- Опасайтесь лысых и усатых. — М., Книжная палата, 1993
- Пять похищенных монахов. — М., Детская литература, 1993
- Недопёсок. — М., Малыш, 1994
- Тигрёнок на подсолнухе. — М., Фламинго, 1994
- Приключения Васи Куролесова. — М., Самовар, 1995
- Собрание сочинений в 3-х томах. — М., «Престиж Бук», 2018

### Стихи (отдельные издания)
- Что я знаю: Весёлые стихи / Ю. Коваль, Б. Козлов, И. Мазнин; Илл.: И. Рублёв. — М., 1964.
- Сказка о том, как строился дом. — М., 1966. — 23 с (с Леонидом Мезиновым)
- Сказка про Чайник. — М., 1966. — 10 с. (с Леонидом Мезиновым)
- Станция «Лось»: Стихи. — М., 1967. — 24 с., 50 000 экз.
- Слоны на Луне: Весёлые стихи. — М., 1969. — 33 с., 200 000 экз.
- Сосед и соседка купили бульдога: Стихи. — М., 1997. — 12 с.

### Переводы и пересказы
- Абу-Бакар А. Сказка о долине садов, о дедушке Хабибуле и его глиняных куклах. — М.: Детская литература, 1974.
- Вангели С. C. Чубо из села Туртурика: Повесть-Сказка. — М.: Детская литература, 1984.
- Вангели С. C. Соловей: Миниатюры. — Кишинёв: Литература Артистикэ, 1986.
- Вангели С. C. Панталония — Страна Чудаков: Притчи. — Кишинёв: Hyperion, 1990.
- Винграновский, Николай. Первинка: Рассказ. — М.: Детская литература, 1982.
- Имант Зиедонис. Вересковый Край. — М.: Малыш, 1987.
- Имант Зиедонис. Сказки. — М.: Детская литература, 1987.
- Митио Мадо. Листок в собственной раме: стихи // Мурзилка. — 1994. — № 8. — С. 22—23.
- Эдуардас Межелайтис. Идёт по свету солнце: Из поэмы. — М.: Малыш, 1978.
- Ян Райнис. Дети гороха: Стихи. — М.: Малыш, 1972.
- Аурел Скобиоалэ. Чему учит поговорка: Миниатюры. — Кишинёв: Hyperion, 1991.
- Ёко Сано[яп.]. Сказка про кота, который жил миллион раз. — СПб.: Детгиз, 2011.

## Фильмография

### Актёр
- 1963 — Улица Ньютона, дом 1 — гитарист на вечеринке (поёт дуэтом с Юлием Кимом)
- 1977 — Марка страны Гонделупы — отец Пети
- 1985 — Песня о летучих мышах (мультфильм) — исполнитель песни

### Сценарист
- 1978 — Недопёсок Наполеон III (художественный фильм по собственной повести «Недопёсок»)
- 1978 — Дождь (мультфильм по сказке Б. Шергина)
- 1979 — Волшебное кольцо (мультфильм по сказу Б. Шергина)
- 1981 — Приключения Васи Куролесова (мультфильм по собственной одноимённой повести)
- 1981 — Тигрёнок на подсолнухе (мультфильм)
- 1982 — Тайна сундука (мультфильм)
- 1984 — Плюх и Плих (мультфильм по мотивам книги В. Буша в переводе Д. Хармса)
- 1986 — Архангельские новеллы (мультфильм по сказкам С. Писахова)
- 1986 — Добро пожаловать! (мультфильм по мотивам сказки доктора Сьюза)
- 1986 — Песня о летучих мышах (мультфильм)
- 1986 — Сундук (мультфильм)
- 1987 — Поморская быль (мультфильм по сказу Б. Шергина)
- 1988 — Смех и горе у Бела моря (мультфильм по сказам Б. Шергина и С. Писахова)
- 1991 — Mister Пронька (мультфильм по сказу Б. Шергина)

### Экранизации произведений Ю. Коваля
- 1978 — Недопёсок Наполеон III (художественный фильм по собственной повести «Недопёсок»)
- 1979 — Пограничный пёс Алый (художественный фильм по рассказу «Алый»)
- 1981 — Приключения Васи Куролесова (мультфильм по одноимённой повести)
- 1982 — Тайна сундука (мультфильм)
- 1991 — Пять похищенных монахов (художественный фильм по одноимённой повести)
- 2001 — Евстифейка-волк (мультфильм)
- 2003 — Полынная сказка в три блина длиной (мультфильм)
- 2004 — Про барана и козла (мультфильм из цикла «Гора самоцветов»)[21]
- 2005 — Про козла и барана (мультфильм)
- 2008 — Глупая… (мультфильм)
- 2008—2010 — Круглый год (мультфильм)
- 2010 — Шатало (мультфильм из цикла «Русская классика детям»)
- 2010 — Явление природы (художественный фильм)

### Фильмы о Юрии Ковале
- 2003 — «Последний остров Юрия Коваля» (документальный фильм Юрия Бурова из цикла «Экология литературы» на телеканале «Культура»)
- 2005 — «Юрий Коваль» (документальный фильм, курсовая работа Романа Хавронского (http://www.earthling.ru/files/Roma-K-001.avi)
- 2010 — «На самой лёгкой лодке. Юрий Коваль» (документальный фильм Андрея Судиловского из авторского цикла Сергея Дмитренко «Писатели детства» на телеканале «Культура»)

## Театральные постановки по произведениям Ю. Коваля
- 1999 — «Суер-Выер», реж. Петр Зубарев (Театр «Желтое окошко», г. Мариинск) [22]
- 2004 — «Суер-Выер: Комическое представление в 2-х действиях», реж. Михаил Левитин (Театр «Эрмитаж»)[14]. Премьера 29 сентября 2004 года
- 2007 — «Самая лёгкая лодка в мире», реж. Георгий Васильев (Молодёжный театр «ТC» г. Москва). Премьера 6 мая 2007 года
- 2014 — «Веселье сердечное, или Кепка с карасями», реж. Дмитрий Богомазов (Киевский академический театр драмы и комедии на левом берегу Днепра)[23]
- 2018 — «Самая лёгкая лодка в мире», реж. Алексей Золотовицкий (Российский академический молодёжный театр)[24]. Премьера 6 июня 2018 года.

### Биографические очерки
- Юрий Коваль на сайте «Кругосвет»
- Юрий Коваль на сайте «Библио-Гид»
- Юрий Коваль на сайте «Наше кино»
- Юрий Коваль на сайте «Российская анимация»
- Юрий Коваль на сайте «bard.ru»
- Юрий Коваль на сайте «Національна бібліотека України для дітей»
- Ирина Скуридина. Предисловие к книге Юрия Коваля «Избранное» (2006, серия «Всемирная детская библиотека»)

### Литературные произведения
- Произведения Юрия Коваля на сайте журнала «Кукумбер»
- [publ.lib.ru/ARCHIVES/K/KOVAL'_Yuriy_Iosifovich/_Koval'_Yu._I..html Произведения Юрия Коваля на сайте «Публичная Библиотека»]
- Юрий Коваль и Татьяна Маврина. Рассказы.
- Юрий Коваль «Суер-Выер» (полная версия)
- Юрий Коваль. Монохроники (Журнальный вариант) // «Октябрь». 1999. № 7
- Юрий Коваль. Веселье сердечное (отрывки)
- Ранний рассказ Юрия Коваля «Дождь»  (газета МГПИ «Ленинец» от 8 апреля 1956 г.)
- Юрий Коваль. Мюнхенская встреча (во встрече с Михаэлем Энде) // «Остров сокровищ». Вып. 06. (Вкладка в газету «Библиотека в школе». 2006. № 14.)
- Юрий Коваль. Письма Вадиму Силису и его жене
- Юрий Коваль. О выставке Лемпорта и Силиса
- Список изданий Юрия Коваля на сайте «Библио-Гид»
- Список изданий Юрия Коваля на сайте «Региональный сайт детских библиотек»
- Список изданий Юрия Коваля на сайте «Библус»
- Рисунки Геннадия Калиновского к книгам Юрия Коваля
- Рисунки Петра Багина к книге Юрия Коваля «Березовый пирожок»

### Стихи и песни
- Юрий Коваль. Сундук (стихотворение)
- Юрий Коваль. Морозный день (1965) (стихотворение)
- Юрий Коваль. Романс («Темнеет за окном, / Ты зажигаешь свечи…»)
- Песня «Поднебесный снег» из кинофильма «Пограничный пёс Алый» (в исполнении Юрия Коваля)
- Песни из кинофильма «Недопёсок Наполеон III» (в исполнении Юрия Коваля)

### Интервью, воспоминания
- Юрий Коваль. Что мне нравится в чёрных лебедях… (Беседа с читателями) // «Вопросы литературы». 1997. № 1. С. 267—269.
- Юрий Коваль. Я всегда выпадал из общей струи. (Беседу вела Ирина Скуридина) // «Вопросы литературы». 1998. № 6. С. 227—272.
- Татьяна Бек. Наиособый опыт огромной силы // «Литература». 2001. № 15.
- Татьяна Бек. Я и сейчас считаю, что он был гений (Беседа с Ириной Скуридиной)
- Роза Харитонова. Солнце делает людей красивыми и честными: Вспоминая Юрия Коваля // «Знамя». 2004, № 12.
- Юлий Ким. Однажды Михайлов с Ковалём // «Иерусалимский журнал». 2004. № 17.
- Виктор Чижиков о поездке группы писателей и художников в Латвию
- Виктор Белов о постройке доме Коваля на Вологодчине
- Виктор Ерофеев. Смерть писателя К // «Плейбой», март 1996 г.
- Беседа Елены Шубиной, Михаила Сидура, Галины Сидур и Натальи Коваль на радиостанции «Эхо Москвы» (2002)
- Праздник общения с Юрой Ковалем (воспоминания)

### Литературная критика
- Веднева, Светлана Александровна. Стилевые особенности прозы Юрия Коваля. Дис. … канд. филол. наук. М.: МГПУ, 1999.
- Список работ о творчестве Юрия Коваля
- Список работ о творчестве Юрия Коваля
- Татьяна Бек. Весь день было утро // «Новый Мир». 2000. № 3 (рецензия на «Монохроники» и интервью 1995 г.)
- Дмитрий Сухарев. «Зовёмся тоже писателями…»
- Рейн Карасти. «Пцу-пцу» // «Звезда». 2004. № 11.
- В. И. Власова. Б. Шергин и Ю. Коваль: духовное и творческое родство
- Ольга Мяэотс. Последние острова Юрия Коваля
- Ирина Сыромятникова. «Суер-Выер» Юрия Коваля как постмодернистский текст
- Ирина Казюлькина.Самая светлая кузница в мире (Юрий Коваль и его книги)
- Александр Етоев. Юрий Коваль, Суер-Выер и мэтр Рабле
- Александр Етоев. В конечном счёте — любовь. Юрий Коваль и его книги
- Игорь Шевелёв. Путешествие без морали: Последняя проза Юрия Коваля // «Огонёк». 1995. № 43
- Дмитрий Бондарев. Сон в ожидании Истины
- Фазиль Искандер. Пружина юмора
- Павел Френкель. Энде и Коваль // «Остров сокровищ». Вып. 06. (Вкладка в газету «Библиотека в школе». 2006. № 14.)

### Живопись и графика
- Татьяна Бек. Юрий Коваль: Живопись, скульптура, эмаль // «Знамя». 2003. № 8.
- Художники «Мурзилки» 1924-2013. — М.: ТриМаг, 2013. — С. 150-151. — ISBN 978-5-901666-40-1.

### Фотографии, портреты
- Портрет Юрий Коваля (фото) на сайте «Барды»
- Юрий Коваль, Валентин Берестов, Константин Сергиенко
- Юрий Коваль и фото тарелки с рисунком Коваля
- Коваль-студент
- Портрет молодого Коваля работы Владимира Лемпорта
- Галина Эдельман, Борис Петрович Чернышев и Юрий Коваль
- Ирина Скуридина и Юрий Коваль, начало 1990-х гг. (во время поездки в Дом-музей Чайковского в Клину)
- Юрий Коваль на природе за работой (фото Виктора Ускова)